# Willy Neuenhofen
Willy Neuenhofen (* 24. April 1897; † 24. Januar 1936 in Kleutsch) war ein deutscher Militär-, Werks- und Testpilot.

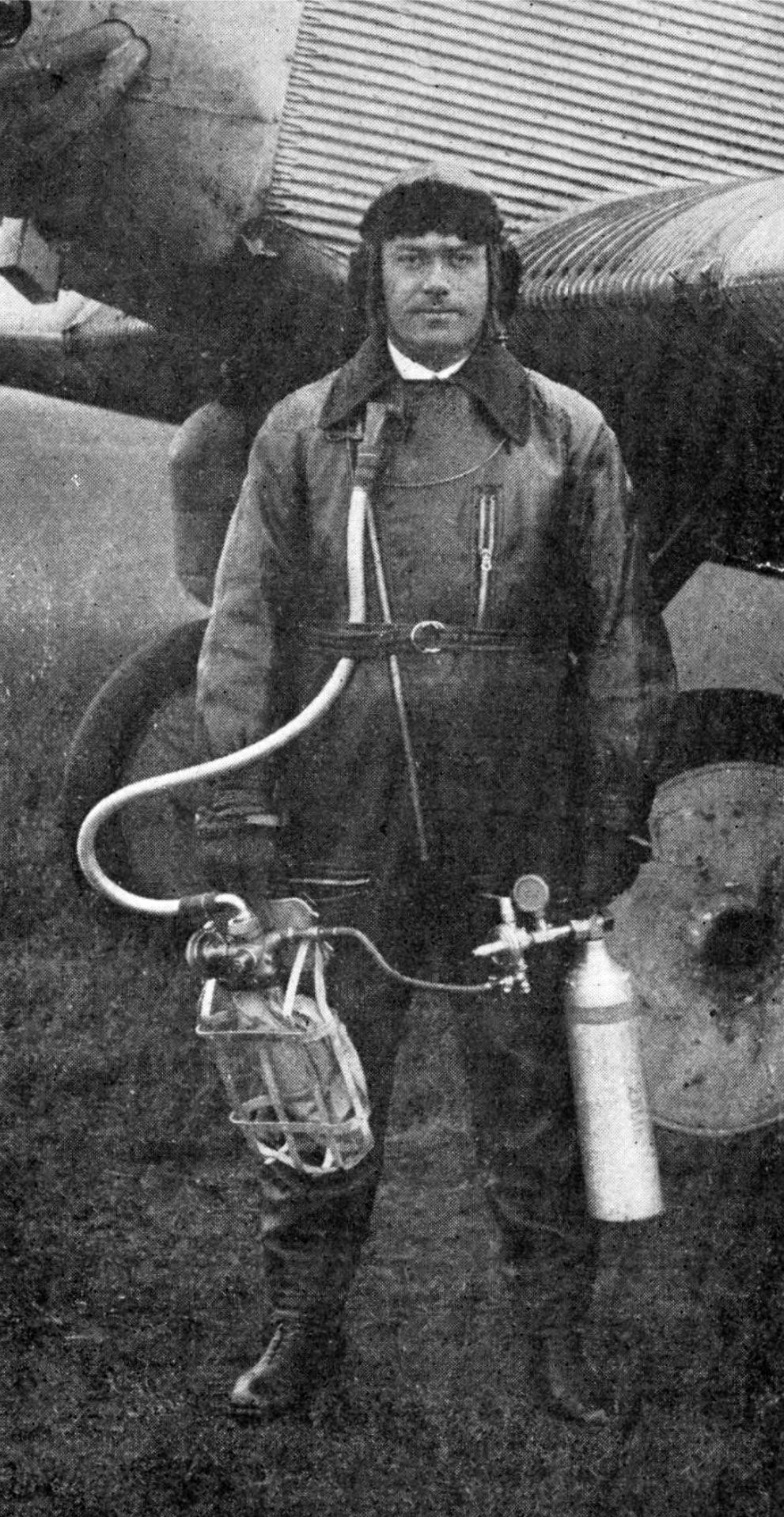
Willy Neuenhofen in der Fliegerkombi, die er bei seinem Höhenrekordflug mit der Junkers W 34 be/b3e trug (Photo aus L’Aéronautique Juli 1929)

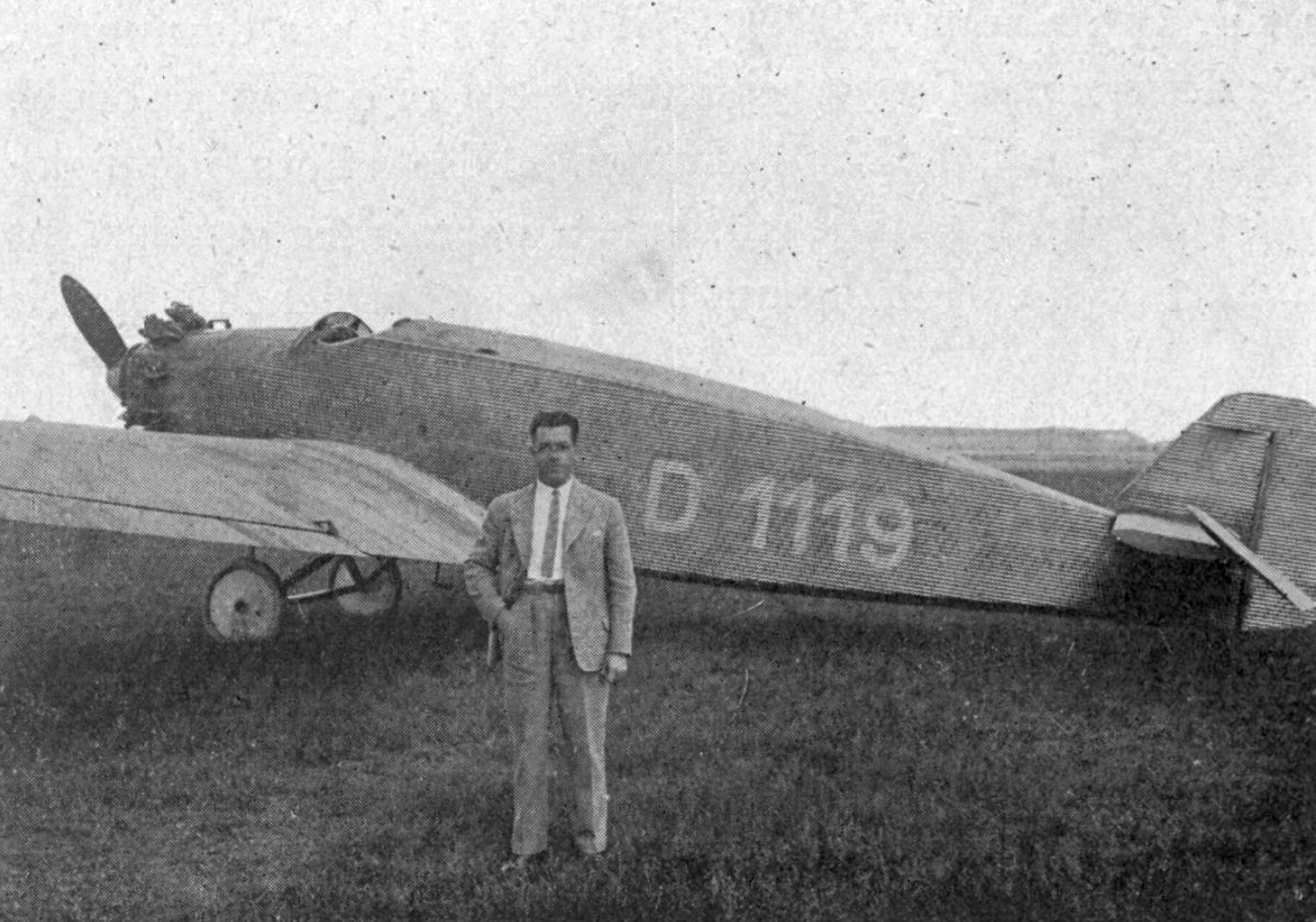
Willy Neuenhofen mit der Junkers W 34 be/b3e „D 1119“, mit der er am 26. Mai 1929 den Höhenweltrekord erflog (Photo aus L’Aéronautique Juli 1929)

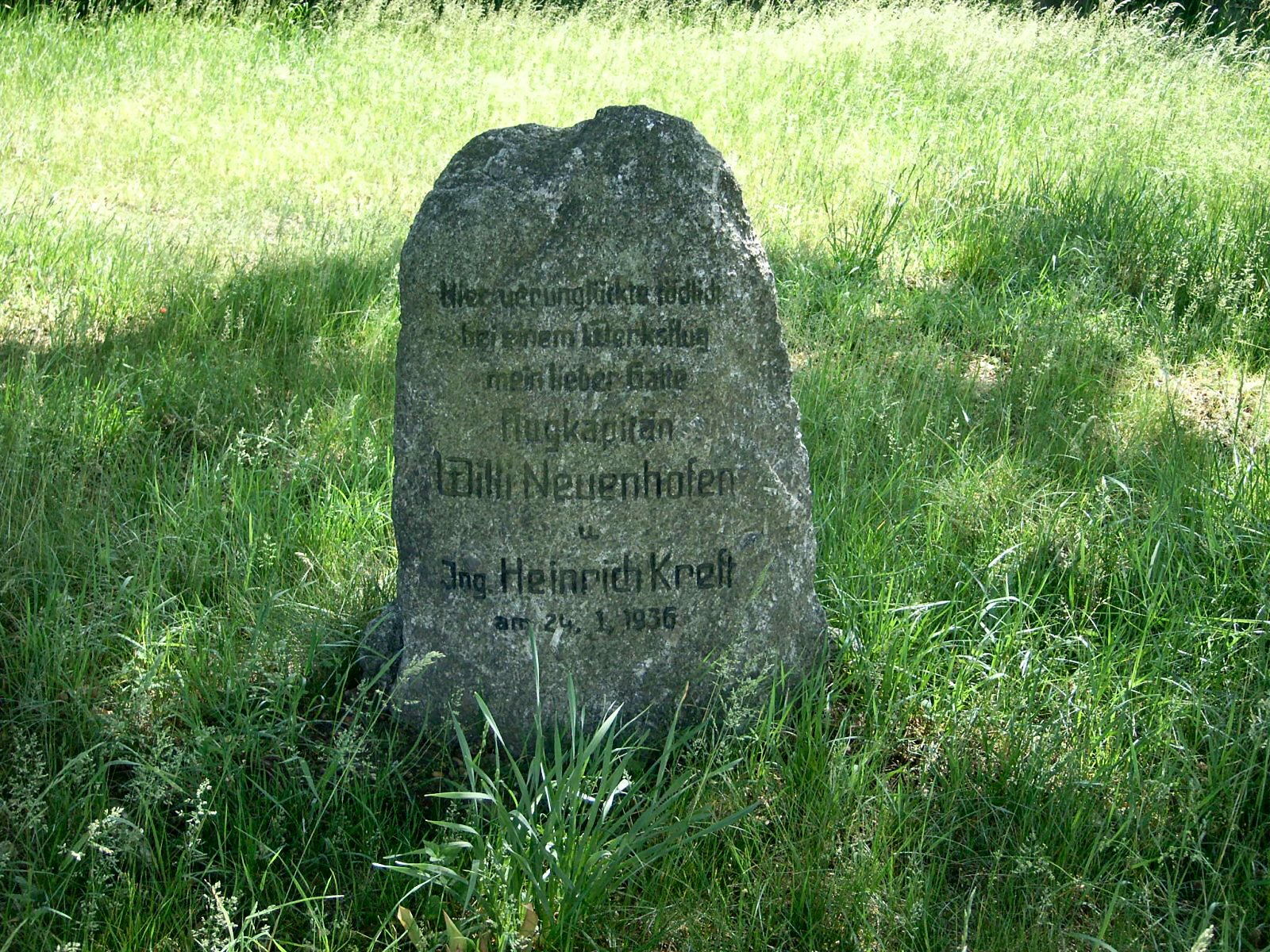
Gedenkstein in Kleutsch

## Leben
Seine Laufbahn als Pilot begann Neuenhofen bei der Fliegertruppe des Deutschen Heeres, wo er während des Ersten Weltkrieges als Jagdflieger 15 Luftsiege erzielte.
1921 wurde er Werkspilot bei der Junkers Flugzeugwerk AG (JFA) in Dessau. 1924 nahm er mit einer Junkers A20 am Flugfest von San Fernando in Argentinien teil. Im Jahr 1925 war er als Pilot bei der LAB in Bolivien tätig, wobei er vor allem für Rundflüge über La Paz zum Einsatz kam. 1926 absolvierte er den Eröffnungsflug für die erste südamerikanische Strecke in Bolivien. Im gleichen Jahr feierte er das Jubiläum des 100.000. Flugkilometer.
Mit der Junkers W34 „D 1119“ stellte er am 26. Mai 1929 mit 12.739 m, die er nach einem 45-minütigen Aufstieg erreichte, einen Höhenweltrekord auf. Er erwarb das Flugkapitän-Diplom und widmete sich auch dem Kunstflug, so auf dem Flugtag des AVFL. Ab 1931 war er als Flugkapitän für die JFA tätig. 1934 überführte er eine Junkers Ju 52/3m nach Südafrika.
Neuenhofen war auch für die Testflüge der Junkers Ju 60 und Junkers Ju 87 am 17. September 1935 verantwortlich.
Mit dem ersten Prototyp der Junkers Ju 87 verunglückte Neuenhofen gemeinsam mit dem Ingenieur Heinrich Kreft bei Kleutsch auf einem Testflug tödlich.

## Ehrung
Die Stadt Magdeburg hatte ihm zu Ehren zeitweise eine Straße als Neuenhofenstraße benannt, in Dessau-Roßlau gibt es einen Neuenhofenweg im Stadtteil Alten. Zeitweise war auch die angrenzende Straßenbahnhaltestelle so benannt.